# Zagrade Point
Der Zagrade Point (englisch; bulgarisch нос Заграде nos Sagrade) ist eine Landspitze an der Nordküste von Krogh Island im Archipel der Biscoe-Inseln vor der Westküste der Antarktischen Halbinsel. Sie bildet 2,47 km ostnordöstlich des Kuvikal Point und 1,98 km nordwestlich des Burton Point die östliche Begrenzung der Einfahrt zur Suregetes Cove. 
Britische Wissenschaftler kartierten sie 1976. Die bulgarische Kommission für Antarktische Geographische Namen benannte sie 2013 nach der antiken Ortschaft Sagrade im Südwesten Bulgariens.